# Triacanthella copelandi
Triacanthella copelandi är en urinsektsart som först beskrevs av John L. Wray 1963.  Triacanthella copelandi ingår i släktet Triacanthella och familjen Hypogastruridae. Inga underarter finns listade i Catalogue of Life.